# 10176 Gaiavettori
10176 Gaiavettori eller 1996 CW7 är en asteroid i huvudbältet som upptäcktes den 14 februari 1996 av de båda italienska astronomerna Ulisse Munari och Maura Tombelli vid Cima Ekar-observatoriet. Den är uppkallad efter Gaia Vettori.
Asteroiden har en diameter på ungefär 3 kilometer.